# Sawir
Sawir is een bestuurslaag in het regentschap Tuban van de provincie Oost-Java, Indonesië. Sawir telt 2514 inwoners (volkstelling 2010).